# Lecanomerus
Lecanomerus es un  género de coleópteros adéfagos de la familia Carabidae.

## Especies
Comprende las siguientes especies:
- Lacenomerus aberrans Macleay, 1871
- Lacenomerus angustior Darlington, 1968
- Lacenomerus ater (Macleay, 1871)
- Lacenomerus atriceps (Macleay, 1871)
- Lacenomerus australis (Blackburn, 1888)
- Lacenomerus bicolor (Sloane, 1900)
- Lacenomerus carteri Sloane, 1911
- Lacenomerus concolor (Macleay, 1871)
- Lacenomerus curtus Sloane, 1911
- Lacenomerus discoidalis (Blackburn, 1888)
- Lacenomerus domesticus (Montrouzier, 1860)
- Lacenomerus insignitus Broun, 1880
- Lacenomerus lateridens (Fauvel, 1882)
- Lacenomerus latimanus Bates, 1874
- Lacenomerus latior Darlington, 1968
- Lacenomerus limbatus Moore, 1967
- Lacenomerus lindi Blackburn, 1888
- Lacenomerus lucidus Sloane, 1917
- Lacenomerus major Blackburn, 1892
- Lacenomerus marrisi Larochelle & Lariviere, 2005
- Lacenomerus medius Darlington, 1968
- Lacenomerus niger (Darlington, 1956)
- Lacenomerus obesulus Bates, 1878
- Lacenomerus obtusus (Sloane, 1920)
- Lacenomerus parvicollis (Fauvel, 1882)
- Lacenomerus recticollis (Macleay, 1888)
- Lacenomerus ruficeps Macleay, 1871
- Lacenomerus scalaris (Fauvel, 1882)
- Lacenomerus sharpi (Csiki, 1932)
- Lacenomerus speluncarius (Moore, 1967)
- Lacenomerus striatus Blackburn, 1892
- Lacenomerus tasmanicus (Bates, 1878)
- Lacenomerus verticalis (Erichson, 1842)
- Lacenomerus vestigialis (Erichson, 1842)
- Lacenomerus victoriensis (Blackburn, 1891)